# Зубачки кабао
Зубачки кабао је са својих 1894 метра надморске висине главни врх масива Орјена и највиша тачка приморских Динарида. Зубачки кабао је знатно виши од врхова других познатијих приморских планина, рецимо Ловћена и Велебита.
Овај врх, карактеристичног купастог изгледа, омиљено је одредиште бројних скупина планинара, па и осталих љубитеља природе. Највећи број планинара излази на врх у прољеће и љето кад на врху нема снијега.
На врху, на 1894 метра надморске висине, отварају се широки видици. Према истоку препознајемо разломљене планинске врхове према граници са Албанијом, сасвим на супротном крају Црне Горе. Још је упечатљивији поглед на сјевер, гдје преко сусједног врха — Вучјег зуба, успијевамо разазнати масив Дурмитора: Бољске греде, Сљеме, Бандјерну, Пруташ и главни врх — Боботов кук. Видик ка западу нам открива бескрајну морску пучину, али и велики дио јужне Далмације са острвом Мљет, као најпрепознатљивијом тачком. На југу се истиче сјеверозападна страна Субре, мјесто које слови за најзанимљивији детаљ приморских Динарида. Субра, као и шира зона Зубачког кабла, свакако заслужују статус посебно заштићене површине.